# 青山吉次
青山 吉次（あおやま よしつぐ）は、戦国時代から江戸時代初期にかけての武将。前田氏の家臣。加賀藩青山家の祖。官位は従五位下・佐渡守。

## 生涯
天文11年（1542年）、青山信昌の子として尾張国で誕生。15歳の時に織田信長に仕えた。その後は前田利家に仕え、寺西九兵衛と前田利昌息女との子である長寿院を正室に迎えた。
天正3年（1575年）、越前府中二十一人衆の一員として功績を称えられ1,000石を授かる。天正11年（1583年）の賤ヶ岳の戦いでは前田利長に従い功績を挙げ、2,000石を加増された。その後も末森城の戦いや八王子合戦などに利家に従軍。天正13年（1585年）、佐々氏とそれに与力した飛騨の姉小路氏（三木氏）が富山の役で秀吉に降伏し、前田家に越中国三郡（砺波・射水・婦負）が与えられると城生城の守将となる。
文禄4年（1595年）には利長に残る新川郡が加増され、上杉家の越中衆（土肥氏・柿崎氏・舟見氏など）から郡内の諸城を養子の長正らと共に受け取る。 
文禄・慶長の役では利家に従い肥前国に行き、慶長3年（1598年）に従五位下佐渡守となる。慶長5年（1600年）に起こった大聖寺城の戦いの時、金沢城の守備にまわった。
慶長17年（1612年）6月に魚津で死去した。青山家の跡目は、前田利家から命ぜられて、養子の長正が継いだ。長正は、河尻秀隆と芳春院の姪との娘であり、また吉次正室長寿院の妹であった末守殿と、織田信長に仕えて本能寺の変に殉死したその前夫浅野左近盛久（浅野幸長の一族と考えられる）との子であった。吉次・長正の墓は天神山にある。青山家は長正の後、三代目正次、四代目吉隆、五代目長重、六代目長貞、七代目聚次、八代目勇次、九代目知次、十代目成次、十一代目悳次と明治維新まで代々続いた。青山家の菩提寺は元々は富山県魚津市馬出町の浄土真宗本願寺派興隆山照顕寺であったが、三代目正次のときに元和元年一国一城令に基づく魚津城廃城に伴う青山家の金沢移転があり、以後、青山家は金沢市野町の曹洞宗興月山全昌寺を菩提寺とした。ただし、魚津に元々あった吉次・長正の墓と位牌については、これまでと同様、照顕寺で預かることとなり、青山家は度々魚津へお参りに訪れ、金沢移転以後も、青山家と照顕寺との縁は続くこととなった。
なお、長正室となった山崎長徳娘は四人男児（長男正次、次男俊次、三男長鏡、四男宗長）を産み、長男正次は父長正後嗣となるも幼い息子吉隆を残して早世、次男俊次が分家として青山本家の後嗣吉隆後見になるも、吉隆齢十四の年、俊次から青山本家へ青山家伝来の武器銃器引き渡しの際に俊次が返却を渋り、吉隆の世話役となる青山家の家老早崎と諍いになり、俊次が早崎を手打ちにする事態が起き、吉隆が公に俊次の所業を訴え、俊次は能登富木へ流刑に処せられ、俊次の立てた分家は絶家となった。三男長鏡は、外祖父山崎長徳の養子となって初代山崎庄兵衛長鏡となり、長鏡の長男は二代目山崎庄兵衛（但し病死により絶家）、次男（本来は三男。長鏡二男宗次は長鏡の弟の四男青山宗長の養子となった。）は大聖寺藩士山崎権丞家の初代山崎権丞となった。四男宗長は、分家して加賀藩に仕え、その働きぶりが認められて人持組に取り立てられた。

## 系譜
- 父：青山信昌（?-1547?）
- 母：不詳
- 正室：長寿院 - 永寿院、前田利長養女、寺西九兵衛娘
- 養子
  - 男子：青山長正